# Teracotona rubiginea
Teracotona rubiginea là một loài bướm đêm thuộc phân họ Arctiinae, họ Erebidae.